# Orgue Hammond
L'Orgue Hammond és un instrument electromecànic inventat el 1934 per Laurens Hammond (1895-1973). Inicialment concebut per substituir els grans orgues de tubs, que les petites esglésies no podien pagar, es va acabar convertint en una icona de la música popular dels anys 50, 60 i 70.

## Història
Imitant els orgues de tubs de les esglésies, el primer Hammond disposava de dos teclats de 61 tecles, més un tercer de 25 que es tocava amb els peus. Aquest nou instrument va tenir molt d'èxit en ser acceptat tant per les esglésies com per músics de jazz, fins al punt que ben aviat van aparèixer altres orgues que l'imitaven. Malgrat això el seu so inconfusible l'ha mantingut molt per damunt dels seus imitadors.
L'orgue es va començar a construir com un producte més de la Hammond Clock. El 1937, la companyia canvia de nom i esdevé la Hammond Instruments i més tard, el 1953 pren el seu nom definitiu, Hammond Organ.
A finals dels anys 30, Don Leslie, un treballador de l'empresa de Laurens Hammond i aficionat a la música, inventa un nou altaveu que li dona el so ondulant que ha fet famós al Hammond. El mateix Leslie va comercialitzar el seu giny amb molt èxit, encara que durant molt temps va patir les hostilitats de Hammond, que defensava que aquell altaveu distorsionava l'essència del so del seu orgue. Els musics van rebre amb entusiasme els Leslie Speakers i de seguida el van incorporar als seus Hammond. Malgrat les disputes inicials, Hammond i Leslie van acabar col·laborant.
El 1973 Laurens Hammond va morir. Els nous responsables de l'empresa, davant la progressiva decadència del seu producte entre els músics professionals, van deixar de banda la producció d'orgues per fabricar altres instruments. La companyia va tancar dos anys més tard. Des d'aleshores, la marca ha canviat de mans diverses vegades. Actualment, la seva propietària és Suzuki.

## Músics
R&B
- Bill Dogett
- Booker T. Jones
- Ray Charles
- Aretha Franklin
- Billy Preston

Jazz
- Jimmy Smith (1928-2005)
- Brother Jack McDuff (1916-2001)
- Jimmy McGriff (1936-2008)
- Richard 'Groove' Holmes
- Lonnie Smith
- Babyface Willet
- Ruben Wilson
- Lou Bennett
- Shirley Scott

Rock
- Alan Price, The Animals
- Rod Argent, The Zombies
- Steve Winwood, Traffic
- Matthew Fisher, Procol Harum
- Ken Hensley, Uriah Heep
- Vincent Crane, The Crazy World of Arthur Brown / Atomic Rooster
- Elton John
- Ray Manzarek, Doors
- Richard Wright, Pink Floyd
- Tony Banks, Genesis
- Greg Allman, The Allman Brothers Band
- Georgie Fame
- Keith Emerson, The Nice, EL&P
- Manfred Mann